# Зайчє Полє
Зайчє Полє (словен. Zajčje Polje) — поселення в общині Кочев'є, регіон Південно-Східна Словенія, Словенія. Висота над рівнем моря: 474,9 м.